# Stephan Clessin
Stephan Clessin, auch Stefan, (* 13. November 1833 in Würzburg; † 21. Dezember 1911 in Regensburg) war ein deutscher Malakologe und Paläontologe.
Hauptberuflich war er Offizier und später bei der bayerischen staatlichen Eisenbahn. Er war vielseitig wissenschaftlich interessiert, besonders in Malakologie, aber auch zum Beispiel über die Vorgeschichte des Menschen. Er befasste sich auch mit fossilen Mollusken, besonders aus dem Quartär der Gegend von Regensburg. Clessin war zwar kein Akademiker, stand aber mit vielen Wissenschaftlern in Austausch.
Von ihm stammen mehrere Erstbeschreibungen. Er erhielt die goldene Linné-Medaille der schwedischen Akademie der Wissenschaften.

## Schriften
als Autor
- Deutsche Excursions-Mollusken-Fauna. Nürnberg 1876, 2. Auflage 1884, BHL
- Die Mollusken-Fauna Österreich-Ungarns und der Schweiz. Nürnberg 1887, Archive
- Beiträge zum Conchylien-Cabinet von Friedrich Martini und Johann Hieronymus Chemnitz.

als Herausgeber
- Malakozoologische Blätter.